# Top Gun: The Second Mission
Top Gun: The Second Mission (в японской версии Top Gun: Dual Fighters) — видеоигра в жанре авиасимулятор, выпущенная в 1989 году в Японии. Игра основана на фильме 1986 года, разработана и выпущена компанией Konami. В последующем в 1990/1991 годах игра издавалась в Северной Америке и Европе. Top Gun: The Second Mission является второй игрой в серии игр Top Gun компании Konami.
В Top Gun: The Second Mission игрок берёт на себя роль искусного пилота Пита Митчелла по кличке «Мэверик», являющегося курсантом американского училища, известного как Top Gun. В игровой кампании перед Мэвриком ставятся задачи уничтожения стратегических целей, во время полёта к каждой из которых приходится сталкиваться с разнообразными противниками. Помимо кампании в игре имеются дуэльные режимы, в которых требуется победить в воздушном поединке компьютерного оппонента или другого игрока. Игровой процесс включает симуляцию наземных, водных и воздушных противников с применением трёх типов ракет и пулемёта. Ориентируясь по радару, используя имеющееся вооружение и маневрируя, игроку требуется выполнить поставленные задачи и благополучно вернуться на авианосец.
Журналисты преимущественно оставили негативные отзывы, ссылаясь на сходство игры с первой частью серии. Критике подверглись используемая геометрическая перспектива, элементы игрового процесса и качество симуляции. Противоречивые оценки были получены по графике и звуковому оформлению. Но при этом рецензенты согласились с тем, что появившийся в Top Gun: The Second Mission дуэльный режим заслуживает внимания.

## Игровой процесс

Скриншот из игры: начало первого уровня, вражеские подводные лодки запустили ракеты в самолёт игрока; у игрока 20 ракет AIM-54, самолёт игрока выдержал три пулевых попадания (три оставшихся видны внизу на радаре).

Top Gun: The Second Mission представляет собой аркадный авиасимулятор, выполненный в двумерной спрайтовой графике. По сюжету игрок является пилотом палубного перехватчика F-14 Томкэт, и ему выдаются задания на уничтожение важных стратегических целей. Top Gun: The Second Mission предлагает три режима игры: кампания, дуэль для двух игроков и дуэльные сражения против вражеских асов с повышением сложности.

### Боевые возможности и управление
В распоряжении игрока имеется некоторый запас самонаводящихся ракет (одного из типов на выбор) — AIM-54 Phoenix, RIM-7 Sea Sparrow или AIM-9 Sidewinder. Ракеты отличаются радиусом захвата цели, мощностью и количеством, которые можно взять на борт. Ракеты могут быть выпущены в случае, если происходит захват цели, находящейся перед самолётом в заданной области. Более мощные ракеты позволяют быстрее уничтожать стационарные цели и наносить повреждения боссам. У противников тоже имеются ракеты, и при попадании одной из них в самолёт игрока тот сбивается сразу, но ракеты на подлёте можно сбивать из пулемёта или уходить от них посредством манёвра, так как они требуют времени на сближение с целью. Для ориентации в пространстве игроку предоставляется двумерный радар, на котором отображаются активные объекты относительно самолёта игрока.
Из вооружения дополнительно доступен пулемёт с неограниченным боезапасом, стрельба которым происходит по прямой и непосредственным наведением самолёта на цель. Вражеские самолёты тоже могут стрелять из пулемётов, и после 6 пулевых попаданий игрок теряет жизнь. Управление в игре аркадное — игрок может перемещать самолёт влево, вправо, вверх и вниз, и при этом высота не имеет значения. Помимо этого, игрок может изменять скорость самолёта и выполнять манёвры «бочка» и «мёртвая петля». Манёвры мёртвой петли ограничены: после выхода из манёвра пилот должен со временем восстановится для возможности совершения последующего.
Оба доступных манёвра выполняются по команде игрока и автоматически (после команды самолёт неконтролируемо выполняет манёвр). Манёвр бочки представляет собой вращение самолёта вокруг своей оси в горизонтальном полёте, что снижает вероятность попадания атак противника. Манёвр мёртвой петли уводит самолёт вверх и делает его недоступным для поражения и вне области видимости на некоторое время. После манёвра самолёт меняет своё положение относительно противника и может таким способом появится сзади него.

### Режимы игры
Кампания представляет собой три уровня, каждый из которых состоит из полёта к цели, уничтожения её и посадке на авианосец. В качестве цели выступает один из боссов (бомбардировщик, вертолёт, шаттл). После выбора ракет игрок взлетает с авианосца и летит по фиксированному маршруту. Так игрок непрерывно приближается к цели, и на пути появляются вражеские самолёты и другая техника (в зависимости от уровня, на первом подводные лодки, на втором танки и т. п.). Во время прохождения уровней есть участки, на которых игрок пролетает сквозь множество встречающихся на пути препятствий (деревья, грозовые молнии, падающие метеориты), от которых нужно вовремя уклоняться по горизонтали. Помимо этого, на уровнях встречаются асы, с которыми игрок вступает в дуэли, из которых выходит только один победитель.
В конце уровня игроку необходимо сразиться с боссом, у которого требуется уничтожить двигатели, а для облегчения этой задачи игрок может уничтожать огневые системы. Сражение с боссом происходит один на один, и при этом нельзя использовать какие-либо манёвры. Далее после прохождения игроку нужно посадить самолёт на авианосец — для этого нужно выйти на него точно по вертикали и горизонтали в заданном диапазоне скорости.
Изначально в кампании игроку даётся три жизни. Жизнь можно потерять во время боёв на уровне, с боссами, или из-за ошибки во время посадки на авианосец. Дополнительную жизнь игрок может получить за зарабатываемые во время игры очки, которые даются за уничтожение целей и ракет.
В режимах дуэли происходит взлёт с авианосцев двух самолётов, которые сражаются только друг с другом. В игре с компьютером игрок проходит серию боёв до тех пор, пока не проиграет, или не получит в конце высшее звание. После каждой победы ему даётся новое звание, и сложность игры увеличивается. Дуэль двух игроков реализована с использованием технологии разделённого экрана и происходит один раз: два игрока одновременно взлетают с авианосцев и сражаются до тех пор, пока один из них не проиграет.

## Разработка
Top Gun: The Second Mission была создана в компании Konami, где над игрой работало более десятка человек, среди которых программированием занимались С. Китамото, М. Такэмото, Н. Мацуока, Т. Хагихара (англ. Shinji Kitamoto, Mitsuo Takemoto, Toru Hagihara, Nobuhiro Matsuoka), над дизайном персонажей работали Дж. Накамото и Ёити Ёсимото (англ. J. Nakamoto, Yoichi Yoshimoto), музыку и звуковые эффекты написали Х. Маэдзава, C. Юити и Х. Юике (яп. まえざわ ひでのり / 前沢秀憲,  さかくら ゆういち / 坂倉 優一, 上高治巳), графику рисовали К. Симоидэ и Х. Мацуда (англ. Kenji Shimoide, Hiroshi Matsuda). Игра издавалась силами Konami, и сначала она была выпущена на рынок Японии в конце 1989 года. В последующем после адаптации Top Gun: The Second Mission появилась в Северной Америке и Европе.

## Оценки и мнения
| Иноязычные издания | Иноязычные издания |
| Издание            | Оценка             |
| ------------------ | ------------------ |
| ASM                | 8/12               |
| Joystick           | 66 %               |
| Mean Machines      | 51 %               |
| Video Games        | 39 %               |
| VideoGame          | [ 4 ]              |

Top Gun: The Second Mission получил преимущественно негативные оценки в игровой прессе. Журналисты критиковали то, что игра была похожа на первую часть серии и не привносила нового. Негативные отзывы были оставлены относительно симуляции и геометрической перспективы. Вместе с тем рецензенты согласились с тем, что в Top Gun: The Second Mission оказалась удачной идея многопользовательской дуэльной игры для двух игроков.
Сравнивая игру с первой частью серии, первый рецензент Mean Machines посчитал, что трёхмерная графика в Top Gun: The Second Mission обрывистая, неубедительная, блочная и скучная. Помимо этого, критик негативно отозвался о звуке и игровом процессе. Проблемой игры было названо неудачное решение выбранной перспективы. Единственный интерес вызвал у обозревателя боевые поединки, но он посетовал на их простоту, и то, что они слишком коротки — длятся в среднем 7 секунд. Второй рецензент журнала сообщил, что его коллега высказался об игре слишком резко, но согласился с тем, что игра вряд ли получит какие-либо награды. По высказанному мнению, игра демонстририрует средний уровень: слишком простая, непривлекательный звук, низкая реиграбельность. При этом рецензент согласился, что у игры страдает реалистичность и она недостаточно хорошо реализована как аркада. Самой положительной оценки удостоились кат-сцены и наличие выбора трёх режимов.
В обзоре Aktueller Software Markt заметили, что в Konami учли ошибки первой игры серии. Было отмечено, что игра не даёт ощущения скорости, но это оказалось простительным из-за технических ограничений приставки NES. Единственным плюсом игры рецензент посчитал наличие режима дуэли.
В издании Joystick обратили внимание, что игра имеет много проблем, она близка по реализации к первой части серии и всё ещё далека от настоящего симулятора. В рецензии отметили, идея поединка двух пилотов хороша, но она заслуживает того, чтобы её лучше проработали. В обзоре сообщили, что качество симуляторов и их требования к игрокам возрастает, что является одной из причин подобных оценок Top Gun: The Second Mission.
В Video Games посчитали, что Konami предпочли не использовать все возможности игровой приставки для создания качественного симулятора и решили сделать клон предыдущей части, и как следствие, игра получила более низкие оценки по всем показателям.
Игру высоко оценили журналисты Videogame, где Top Gun: The Second Mission получил самую большую оценку за графику и более сдержанную за музыку и звуковое оформление.